# 赫斯珀鎮區 (北達科他州本森縣)
赫斯珀鎮區（英語：Hesper Township）是位於美國北達科他州本森縣的一個鎮區。

## 地方資料
赫斯珀鎮區的面積為93.46平方千米，當中陸地面積為91.65平方千米，而水域面積為1.81平方千米。根據2020年美國人口普查的數據，當地共有人口37人，而人口密度為每平方千米0.4人。